# Демократска партија (Црна Гора)
Демократска партија (ДП, алб. Partia Demokratike, PD) конзервативна је политичка странка у Црној Гори, која заступа интересе албанске националне мањине. Од 2012, била је чланица Албанске коалиције, коју је предводио заједно са Демократским савезом у Црној Гори. Тренутно има једно посланичко мјесто у Скупштини Црне Горе и представља је предсједник странке Фатмир Ђека.

## Историја
Странка је основана у Улцињу априла 2010. године, а њен оснивач и тренутни предсједник је Фатмир Ђека, бивши замјеник предсједника Демократске уније Албанаца (ДУП; прије распада странке 2010) и бивши предсједник општине Улцињ (2008—2011).
Странка је била дио Албанске коалиције, од њеног оснивања 2012. године. ДП је пристао да се поново придружи ДУП 2020, формирајући тако предизборну коалицију за изборе за посланике Скупштине Црне Горе 2020. године.
Нова Албанска коалиције (ДП — ДСуЦГ — ДУП) освојила је 1,14% гласова и стекла једно посланичко мјесто у Скупштини Црне Горе, које је припало предсједнику ДП Фатмиру Ђеки.

## Изборни резултати

### Избори за посланике
| Година | # гласова | % гласова | # посланика | ± | Коалиција | Власт            |
| ------ | --------- | --------- | ----------- | - | --------- | ---------------- |
| 2012.  | 3.824     | 1,05%     | 1 / 81      | 1 | АК        | опозиција        |
| 2016.  | 3.394     | 0,89%     | 0 / 81      | 1 | АК        | ванпарламентарна |
| 2020.  | 6.488     | 1,58%     | 1 / 81      | 1 | АК        | опозиција        |